# 오클랜드 웨이커웨이 중학교
오클랜드 웨이커웨이 중학교(Auckland Waikowhai Intermediate School)는 뉴질랜드 오클랜드의 공립 중학교이다. 1965년 뉴질랜드 오클랜드에서 첫 개교되어 현재에 이르고 있다.